# Agrilus hehe
Agrilus hehe é uma espécie de inseto do género Agrilus, família Buprestidae, ordem Coleoptera.
Foi descrita cientificamente por Curletti & Dutto, 1999.